# Стадион Монументал Антонио Веспучио Либерти
Монументал (шп. Estadio Antonio Vespucio Liberti) је вишенаменски стадион у Буенос Ајресу, Аргентина.
Као домаћин на њему игра фудбалски тим Ривер Плејт. Стадион има капацитет од 61.688 места. На стадиону је играно финале Светског првенства 1978, Аргентина−Холандија (3:1).